# Перкинс, Элизабет
Эли́забет Пе́ркинс (англ. Elizabeth Perkins, род. 18 ноября 1960) — американская актриса, наиболее известная по роли в телесериале «Дурман», которая принесла ей три номинации на премию «Эмми» и две на «Золотой глобус». Она также известна по ролям в кинофильмах 1980-х и 1990-х годов «Большой», «Флинтстоуны», «Чудо на 34-й улице», «По поводу того, что случилось вчера ночью…» и «Авалон».

## Ранняя жизнь
Элизабет Энн Перкинс родилась в Куинсе, Нью-Йорк. Она начала свою карьеру с выступлений в театре в Гринфилде, штат Массачусетс, одновременно учась в Northfield Mount Hermon School.

## Карьера
Элизабет Перкинс дебютировала на экране в 1986 году в фильме «По поводу того, что случилось вчера ночью…», но её прорывом стала роль в фильме 1988 года «Большой» с Томом Хэнксом режиссёра Пенни Маршалл, который собрал более ста пятидесяти млн долларов в прокате. Она получила хорошие отзывы от критиков за свои роли в фильмах «Авалон» (1990) и «Доктор» (1991).
В начале девяностых Перкинс снялась во множестве кинофильмов. Она сыграла главные роли в романтических комедиях «Он сказал, она сказала», «Бабье лето» и «Чудо на 34-й улице» (ремейке одноимённого классического фильма 1947 года). Самым большим успехом в карьере актрисы в тот период стала главная женская роль в фильме 1994 года «Флинтстоуны», который собрал в прокате почти четыреста миллионов долларов.
После успеха «Флинтстоунов», Перкинс сыграла главную роль в провальной в прокате мелодраме «Лунный свет и Валентино». Тогда же она начала работать на телевидении, снимаясь в таких проектах канала HBO как «С Земли на Луну» и «Если бы стены могли говорить 2». Кроме этого, на телевидении в 2000—2001 годах она сыграла главную роль в недолго просуществовавшем ситкоме Battery Park. Также у неё были роли второго плана во многих лентах, в том числе в таких как «Женщина без правил», «28 дней», «Кошки против собак», «Семнадцатилетние», «Звонок 2», «Жестокие люди», «Любовь к собакам обязательна», «Американские детки» «Бунт ушастых».
Карьера Перкинс пошла в гору в 2005 году после выхода комедийного телесериала канала Showtime «Дурман». В шоу она исполняла роль Селии Ходс, сварливой алкоголички и соседки главной героини в исполнении Мэри Луис Паркер. За свою работу в сериале она получила хорошие отзывы от критиков, а также три номинации на премию «Эмми», две на «Золотой глобус» и ряд других номинаций, хотя каждый раз проигрывала. Она покинула сериал в 2009 году после пяти сезонов, чтобы заняться другими проектами. В 2011 году она была приглашённой звездой в одном из эпизодов телесериала «Ищейка».
В 2012 году Перкинс была приглашена на роль эксцентричной матери героини Сары Чок в комедийный сериал канала ABC «Как прожить с родителями всю оставшуюся жизнь». Хотя первоначально персонаж Перкинс должен был быть значительно старше возраста актрисы, чтобы привлечь Элизабет в проект продюсеры решили сделать её героиню немного моложе.

## Личная жизнь
Перкинс была замужем дважды, за актёром Терри Кинни и кинооператором Хулио Макатом, у неё есть дочь Ханна от гражданского брака с Моррисом Филлипсом, родившаяся в 1991 году.

## Фильмография
| Год       |    | Русское название                              | Оригинальное название                                     | Роль                  |
| --------- | -- | --------------------------------------------- | --------------------------------------------------------- | --------------------- |
| 1984      | тф |                                               | For Their Own Good…                                       |                       |
| 1986      | ф  | По поводу того, что случилось вчера ночью…    | About Last Night…                                         | Джоан                 |
| 1987      | ф  | Шквальный огонь                               | From the Hip                                              | Джо Энн               |
| 1988      | ф  | Приятный танец сердец                         | Sweet Hearts Dance                                        | Эди                   |
| 1988      | ф  | Большой                                       | Big                                                       | Сьюзен Лоуренс        |
| 1989      | ф  | Только через её труп                          | Enid Is Sleeping                                          | Джейн                 |
| 1990      | ф  | Авалон                                        | Avalon                                                    | Энн Кэй               |
| 1990      | ф  | Любовь крупным планом                         | Love at Large                                             | Стелла Винковски      |
| 1991      | ф  | Доктор                                        | The Doctor                                                | Джун Эллис            |
| 1991      | ф  | Он сказал, она сказала                        | He Said, She Said                                         | Лори Браер            |
| 1993      | ф  | Бабье лето                                    | Indian Summer                                             | Дженнифер Мортон      |
| 1994      | ф  | Чудо на 34-й улице                            | Miracle on 34th Street                                    | Дора Уокер            |
| 1994      | ф  | Флинтстоуны                                   | The Flintstones                                           | Вилма Флинтстоун      |
| 1995      | ф  | Лунный свет и Валентино                       | Moonlight and Valentino                                   | Ребекка               |
| 1997      | тф |                                               | Cloned                                                    | Скай Уэстон           |
| 1997      | тф | Спасатели: Истории мужества                   | Rescuers: Stories of Courage: Two Women                   | Гертруда Бабилиньская |
| 1997—2010 | мс | Царь горы                                     | King of the Hill                                          | Jan Shaw              |
| 1998      | ф  | Я тебя теряю                                  | I’m Losing You                                            | Обри Вискер           |
| 1998      | с  | С Земли на Луну                               | From the Earth to the Moon                                | Мэрилин               |
| 1999      | ф  | Женщина без правил                            | Crazy in Alabama                                          | Джоан Блэйк           |
| 2000      | тф | Если бы стены могли говорить 2                | If These Walls Could Talk 2                               | Элис Хэдли            |
| 2000      | ф  | 28 дней                                       | 28 Days                                                   | Лили Каммингс         |
| 2000      | с  |                                               | Battery Park                                              | Мэделин Данливи       |
| 2000      | с  | Умерь свой энтузиазм                          | Curb Your Enthusiasm                                      | Marilyn               |
| 2001      | тф | Чему учатся девочки                           | What Girls Learn                                          | мама                  |
| 2001      | ф  | Кошки против собак                            | Cats & Dogs                                               | Миссис Броуди         |
| 2002      | ф  | Семнадцатилетние                              | Try Seventeen                                             | мать                  |
| 2003      | мф | В поисках Немо                                | Finding Nemo                                              | Корал                 |
| 2004      | ф  | Джимини Глик в Ля-ля-вуде                     | Jiminy Glick in Lalawood                                  | Миранда Кулидж        |
| 2004      | ф  | Говори                                        | Speak                                                     | Джойс Сордино         |
| 2005      | ф  | Звонок 2                                      | The Ring Two                                              | доктор Эмма Тэмпл     |
| 2005      | с  | Геракл                                        | Hercules                                                  | Алкмена               |
| 2005      | ф  | Жестокие люди                                 | Fierce People                                             | Миссис Лэнгли         |
| 2005      | ф  | Любовь к собакам обязательна                  | Must Love Dogs                                            | Кэрол Нолан           |
| 2005      | ф  | Всё о моей родне                              | The Thing About My Folks                                  | Рэйчел Клейман        |
| 2005      | ф  | Американские детки                            | Kids in America                                           | Сандра Кармайкл       |
| 2005—2009 | с  | Дурман                                        | Weeds                                                     | Селия Ходс            |
| 2009      | с  | Детектив Монк                                 | Monk                                                      | Кристин Рэпп          |
| 2011      | ф  | Бунт ушастых                                  | Hop                                                       | миссис О’Хара         |
| 2011      | с  | Ищейка                                        | The Closer                                                | Гейл Мэйерс           |
| 2012      | с  | Как прожить с родителями всю оставшуюся жизнь | How to Live with Your Parents (for the Rest of Your Life) | Элейн                 |
| 2014      | с  | Как избежать наказания за убийство            | How to Get Away with Murder                               | Мэррен Трюдо          |
| 2016      | ф  | Охотники за привидениями                      | Ghostbusters                                              | Филлис Адлер          |
| 2016      | с  | Это мы                                        | This Is Us                                                | Джанет Мэлоун         |
| 2017      | с  | Блеск                                         | GLOW                                                      | Бёрди                 |
| 2018      | с  | Острые предметы                               | Sharp Objects                                             | Джеки О’Нилл          |
| 2021      | мф | My Little Pony: Новое поколение               | My Little Pony: A New Generation                          | Филлис                |
| 2023      | с  | Утреннее шоу (телесериал)                     | The Morning Show                                          | [уточнить]            |